# بنیا
بنیا (به لاتین: Banya) یک منطقهٔ مسکونی در بلغارستان است که در شهرستان پاناگیوریشته واقع شده‌است. بنیا ۳۴٫۰۱۷ کیلومتر مربع مساحت و ۸۵۶ نفر جمعیت دارد و ۵۲۰ متر بالاتر از سطح دریا واقع شده‌است.